# ANA Holdings
ANA Holdings K. K. (jap. ANAホールディングス株式会社 Eienuei Hōrudingusu Kabushiki kaisha) ist ein japanischer Mischkonzern mit Sitz in Tokio. Namensgeber und größtes Tochterunternehmen ist All Nippon Airways (kurz ANA).

## Geschichte
ANA Holdings entstand am 1. April 2013 durch die Umstrukturierung der All Nippon Airways. Die Gründe dafür waren laut ANA u. a. eine bessere Konzernübersicht und die Ermöglichung von Selbstverwaltung innerhalb der jeweiligen Unternehmen. Im April 2015 wurde der bisherige CEO Shinichiro Ito von Shinya Katanozaka abgelöst.

## Konzernstruktur

### Unternehmen der ANA Holdings

#### Fluggesellschaften

Fluggesellschaften, an denen ANA Holdings Anteile besitzt

- All Nippon Airways
- Air Japan
- ANA Wings
- Vanilla Air

#### Bodenabfertigung
- ANA New Chitose Airport
- ANA Air Service Fukushima
- ANA Narita Airport Services
- ANA Airport Services
- ANA Chubu Airport
- ANA Osaka Airport
- ANA Kansai Airport
- ANA Air Service Matsuyama
- ANA Fukuoka Airport
- ANA Air Service Saga

#### Wartung
- ANA Base Maintenance Technics
- ANA Line Maintenance Technics
- ANA Component Technics
- ANA Engine Technics
- ANA Aero Supply Systems
- ANA Motor Service
- ANA Facilities
- ANA Sky Building Service
- Chitose Airport Motor Service

#### Marketing
- ANA Sales

#### Kundenkontakt
- ANA Telemart

#### Catering
- ANA Catering Service

#### Luftfracht
- ANA Cargo
- Overseas Courier Service

#### Handelsgesellschaften
- All Nippon Airways Trading
- ANA Foods
- A-Sweets House
- ANA Festa
- Musashi No Mori Country Club
- ANA Trading Duty Free
- ANA Trading Corporation, U.S.A.
- International Cargo Service
- Fujisey

#### Informationstechnik
- ANA Systems
- Infini Travel Information

#### Kundenbetreuung
- ANA Business Solution
- ANA Wing Fellows Vie OJI
- Strategic Partner Investment

#### Strategische Forschung
- ANA Strategic Research Institute

#### Pilotentraining
- Panda Flight Academy